# Ȧ
Ȧ، ȧ یکی از حروف الفبای لاتین است و دربرگیرندهٔ حرف A با نقطه‌ای بر فراز آن است. این حرف در الفبای لیوونیایی کاربرد دارد.